# Johann Peter Moll
Johann Peter Moll, auch Johann Petrus Moll oder Johannes Moll (getauft am 13. Februar 1703 in Grombach; † 6. oder 8. Dezember 1767), war ein deutscher Baumeister des Barock. Er war außerdem Schultheiß in Grombach, wo er die katholische Kirche St. Margaretha erneuerte und Stiftungen für deren Ausstattung getätigt hat.

## Leben
Moll war der Sohn eines 1702 aus Gramais in Tirol zugewanderten Steinmetzen und heiratete 1730 Anna Catharina Laub († 1768), die einer Grombacher Schultheißenfamilie entstammte. Ab 1749 war er selbst auch Schultheiß in Grombach. Die Herren von Venningen, die die Ortsherrschaft in Grombach ausübten, haben Moll als Baumeister zu zahlreichen Bauvorhaben in den ihnen zugehörigen Orten im Kraichgau berufen. Auch die ebenfalls mit ausgedehnten Besitztümern im Kraichgau ausgestatteten Herren von Gemmingen haben Moll mit Bauten beauftragt. Zu Wohlstand gekommen, konnte Moll nicht nur Stiftungen für die Altäre der von ihm 1759 erneuerten Kirche St. Margaretha in Grombach tätigen, sondern auch Geld für die Franziskaner in Sinsheim, die Augustiner in Wiesloch, die Dominikaner in Wimpfen, die Kapuziner in Waghäusel und die St.-Anna-Kapelle in Weiler stiften. Er starb kinderlos, sein Nachlass kam größtenteils der katholischen Pfarrei in Grombach zu. Seine Werkstatt und seine Aufgaben führte Franz-Joseph Remlinger († 1788) fort, der Moll auch im Amt des Grombacher Schultheißen folgte.
Bei der Renovierung der Kirche St. Margaretha in Grombach 1981 fand man im Kirchenboden das Skelett eines Mannes mit Perücke. Man geht davon aus, dass es Moll war, der als Stifter im Innern des von ihm erbauten Langhauses begraben wurde.

## Bauten
- Oberschloss in Bonfeld (1747/48)
- Sandsteinsäulen für den Galgen in Wollenberg (1758)
- St. Margaretha in Grombach (1759)
- Schloss Massenbach in Massenbach (1760)
- Simultankirche (heute evangelische Kirche) in Obergimpern (1764)
- Katholisches Pfarrhaus (heute Gasthaus „Drei Könige“) in Sinsheim (1766)
- Evangelische Kirche in Wollenberg (1767)

## Würdigung
In Grombach ist die Johannes-Moll-Straße nach ihm benannt.